# Shifty Adventures in Nookie Wood
Shifty Adventures in Nookie Wood  je petnaesti, i posljednji, studijski album rock pjevača Johna Calea, kojeg 2012. godine objavljuje diskografska kuća Double Six Records. Album je producirao John Cale. Pjesma "I Wanna Talk 2 U" s njim producirao Danger Mouse.

## Popis pjesama
1. "I Wanna Talk 2 U" − 3:32
2. "Scotland Yard" − 4:59
3. "Hemmingway" − 3:58
4. "Face to the Sky" − 4:58
5. "Nookie Wood" − 4:05
6. "December Rains" − 4:41
7. "Mary" − 5:39
8. "Vampire Cafe" − 5:47
9. "Mothra" − 3:30
10. "Living with You" − 4:03
11. "Midnight Feast" − 5:00
12. "Sandman (Flying Dutchman)" − 3:44

### Bonus pjesme
1. "Bluetooth Swings Redux" − 5:25 (prva opcija)
2. "Hatred" − 3:58 (druga opcija)
3. "Cry" − 5:33 (treća opcija)

## Singlovi
- "I Wanna Talk 2 U" (6. srpnja 2012.)
- "Face to the Sky" (29. kolovoza 2012.)

## Izvođači
- John Cale − vokal, glasovir, orgulje, sintesajzer, akustična gitara, električna gitara, električna viola, bas-gitara, udaraljke
- Dustin Boyer − gitara, sintesajzer, prateći vokal
- Michael Jerome Moore − bubnjarski komplet, udaraljke
- Joey Maramba − bas-gitara
- Danger Mouse − bas-gitara, sintesajzer ("I Wanna Talk 2 U")
- Deantoni Parks − bubnjarski komplet ("Bluetooth Swings Redux")
- Erik Sanko − bas-gitara ("Scotland Yard")
- Eden Cale − prateći vokal ("Hemingway")

## Vanjske poveznice
- Allmusic - Recenzija albuma